# Criminal Minds

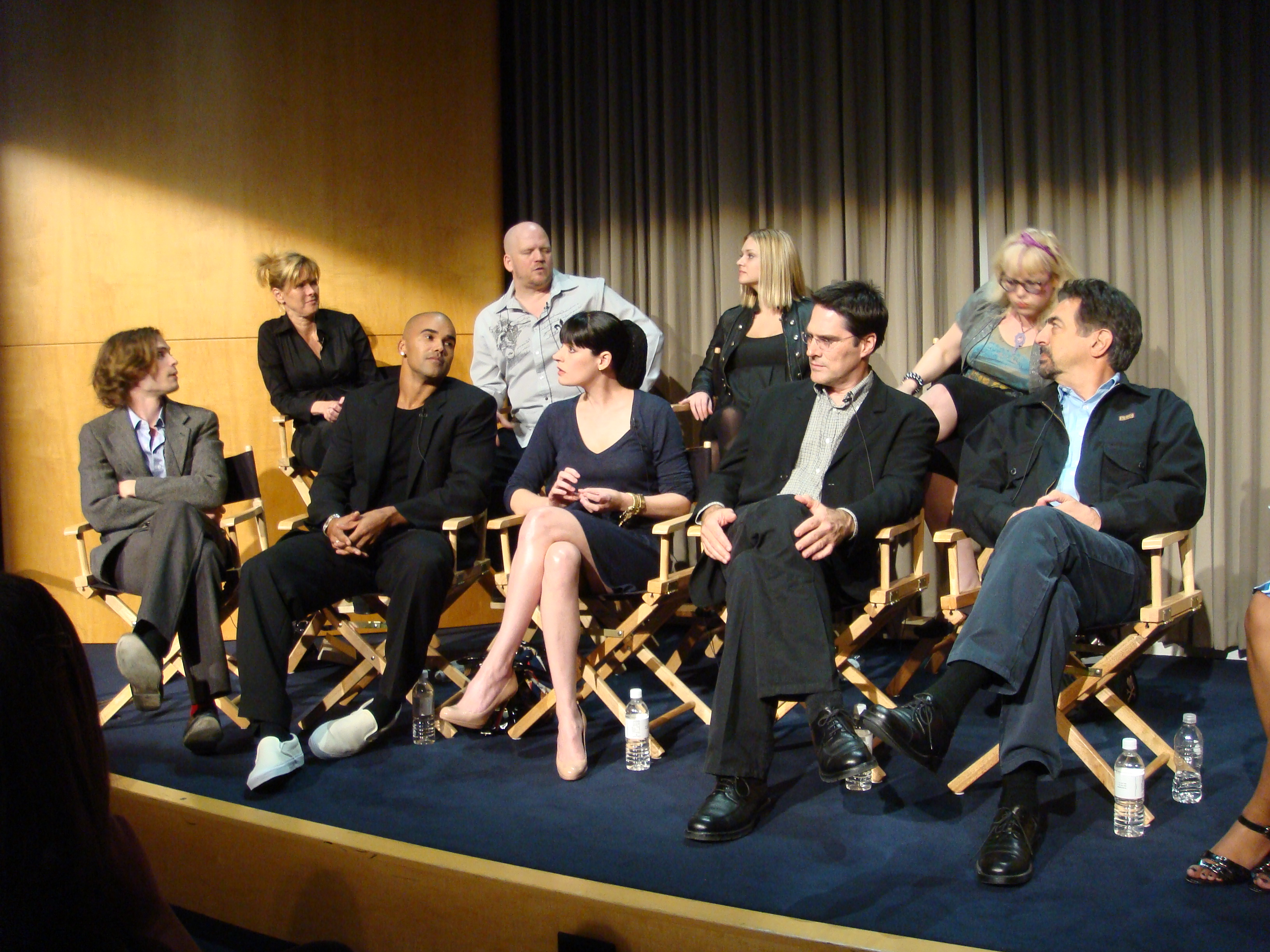
De cast van Criminal Minds

Criminal Minds is een Amerikaanse misdaadserie die in première ging op 22 september 2005. De serie is in de Verenigde Staten te volgen op CBS, in Nederland op de zender Veronica en in Vlaanderen op zender Vijf. In de serie worden er moorden opgelost onder leiding van agent Aaron Hotchner. Criminal Minds onderscheidt zich van andere misdaadseries door zich op de misdadigers te richten en niet op de misdaad zelf. De langlopende serie is in Amerika, maar ook in veel andere landen een groot succes. De meeste hoofdrolspelers zijn in de loop der tijd gewisseld. Van de oorspronkelijke cast zijn alleen Matthew Gray Gubler, A.J. Cook en Kirsten Vangsness overgebleven.
De serie kent een tweetal spin-offs: Criminal Minds: Suspect Behavior, op 16 februari 2011 gestart, maar al na één seizoen beëindigd. Criminal Minds: Beyond Borders is op 6 maart 2016 gestart en gestopt na twee seizoenen in 2017. De cast werd geïntroduceerd in de negentiende aflevering van seizoen 10 van Criminal Minds. Het team redt Amerikaanse burgers die in problemen zijn in het buitenland onder leiding van Jack Garett, gespeeld door Gary Sinise. Daniel Henney die de rol van agent Matt Simmons speelde in deze serie, vervoegt zich bij de cast van Criminal Minds in het dertiende seizoen.

## Rolverdeling per seizoen
Legenda
| Acteur                     | Personage       | Seizoen  | Seizoen  | Seizoen  | Seizoen  | Seizoen  | Seizoen  | Seizoen  | Seizoen  | Seizoen  | Seizoen  | Seizoen  | Seizoen  | Seizoen  | Seizoen  | Seizoen  |
| Acteur                     | Personage       | 1        | 2        | 3        | 4        | 5        | 6        | 7        | 8        | 9        | 10       | 11       | 12       | 13       | 14       | 15       |
| -------------------------- | --------------- | -------- | -------- | -------- | -------- | -------- | -------- | -------- | -------- | -------- | -------- | -------- | -------- | -------- | -------- | -------- |
| Thomas Gibson              | Aaron Hotchner  | Hoofdrol | Hoofdrol | Hoofdrol | Hoofdrol | Hoofdrol | Hoofdrol | Hoofdrol | Hoofdrol | Hoofdrol | Hoofdrol | Hoofdrol | 2 afl.   |          |          |          |
| Shemar Moore               | Derek Morgan    | Hoofdrol | Hoofdrol | Hoofdrol | Hoofdrol | Hoofdrol | Hoofdrol | Hoofdrol | Hoofdrol | Hoofdrol | Hoofdrol | Hoofdrol | 1 afl.   | 1 afl.   |          |          |
| Matthew Gray Gubler        | Spencer Reid    | Hoofdrol | Hoofdrol | Hoofdrol | Hoofdrol | Hoofdrol | Hoofdrol | Hoofdrol | Hoofdrol | Hoofdrol | Hoofdrol | Hoofdrol | Hoofdrol | Hoofdrol | Hoofdrol | Hoofdrol |
| Kirsten Vangsness          | Penelope Garcia | Hoofdrol | Hoofdrol | Hoofdrol | Hoofdrol | Hoofdrol | Hoofdrol | Hoofdrol | Hoofdrol | Hoofdrol | Hoofdrol | Hoofdrol | Hoofdrol | Hoofdrol | Hoofdrol | Hoofdrol |
| A.J. Cook                  | Jennifer Jareau | Hoofdrol | Hoofdrol | Hoofdrol | Hoofdrol | Hoofdrol | 4 afl.   | Hoofdrol | Hoofdrol | Hoofdrol | Hoofdrol | Hoofdrol | Hoofdrol | Hoofdrol | Hoofdrol | Hoofdrol |
| Mandy Patinkin/ Ben Savage | Jason Gideon    | Hoofdrol | Hoofdrol | 2 afl.   |          |          |          |          |          |          | 1 afl.   |          |          |          |          | 1 afl.   |
| Lola Glaudini              | Elle Greenaway  | Hoofdrol | 6 afl.   |          |          |          |          |          |          |          |          |          |          |          |          |          |
| Paget Brewster             | Emily Prentiss  |          | Hoofdrol | Hoofdrol | Hoofdrol | Hoofdrol | Hoofdrol | Hoofdrol |          | 1 afl.   |          | 1 afl.   | Hoofdrol | Hoofdrol | Hoofdrol | Hoofdrol |
| Joe Mantegna               | David Rossi     |          |          | Hoofdrol | Hoofdrol | Hoofdrol | Hoofdrol | Hoofdrol | Hoofdrol | Hoofdrol | Hoofdrol | Hoofdrol | Hoofdrol | Hoofdrol | Hoofdrol | Hoofdrol |
| Rachel Nichols             | Ashley Seaver   |          |          |          |          |          | Hoofdrol |          |          |          |          |          |          |          |          |          |
| Jeanne Tripplehorn         | Alex Blake      |          |          |          |          |          |          |          | Hoofdrol | Hoofdrol |          |          |          |          |          |          |
| Jennifer Love Hewitt       | Kate Callahan   |          |          |          |          |          |          |          |          |          | Hoofdrol |          |          |          |          |          |
| Aisha Tyler                | Tara Lewis      |          |          |          |          |          |          |          |          |          |          | 19 afl.  | Hoofdrol | Hoofdrol | Hoofdrol | Hoofdrol |
| Adam Rodriguez             | Luke Alvez      |          |          |          |          |          |          |          |          |          |          |          | Hoofdrol | Hoofdrol | Hoofdrol | Hoofdrol |
| Damon Gupton               | Stephen Walker  |          |          |          |          |          |          |          |          |          |          |          | Hoofdrol |          |          |          |
| Daniel Henney              | Matt Simmons    |          |          |          |          |          |          |          |          |          | 1 afl.   |          | 1 afl.   | Hoofdrol | Hoofdrol | Hoofdrol |